# Municipio de Franklin (condado de Monroe, Iowa)
El municipio de Franklin (en inglés: Franklin Township) es un municipio ubicado en el condado de Monroe en el estado estadounidense de Iowa. En el año 2010 tenía una población de 118 habitantes y una densidad poblacional de 1,25 personas por km².

## Geografía
El municipio de Franklin se encuentra ubicado en las coordenadas 40°56′35″N 92°55′53″O / 40.94306, -92.93139. Según la Oficina del Censo de los Estados Unidos, el municipio tiene una superficie total de 94.71 km², de la cual 94,68 km² corresponden a tierra firme y (0,02 %) 0,02 km² es agua.

## Demografía
Según el censo de 2010, había 118 personas residiendo en el municipio de Franklin. La densidad de población era de 1,25 hab./km². De los 118 habitantes, el municipio de Franklin estaba compuesto por el 97,46 % blancos, el 2,54 % eran afroamericanos. Del total de la población el 0,85 % eran hispanos o latinos de cualquier raza.